# Iglesia de Santa Rosa de Lima (Caquena)
La iglesia de Santa Rosa de Lima es un templo católico ubicado en la localidad de Caquena, comuna de Putre, Región de Arica y Parinacota, Chile. Construida en el siglo xix, fue declarada monumento nacional de Chile, en la categoría de monumento histórico, mediante el Decreto n.º 294, del 7 de noviembre de 2016.

## Historia
Fue construida en estilo barroco andino a fines del siglo xix.

## Descripción
La iglesia cuenta con cimientos de piedra, muros de piedra rústica con mortero de barro, y techumbre de madera. La torre campanario se encuentra exenta, y presenta un cuerpo de piedra rústica y un campanario con cúpula de piedra. Tiene un muro perimetral de piedra rústica.
Al interior se encuentra un retablo construido en piedra con ornamentación de yeso policromado.